# Pristimantis academicus
Pristimantis academicus es una especie de anfibio anuro de la familia Craugastoridae. Esta especie es endémica del Departamento de Loreto en Perú. Se distribuye en torno a los 120 m s.n.m. de altitud. El macho mide 14,9 mm y la hembra 20 a 22 mm.

## Publicación original
- Lehr, Edgar; Moravec, Jiri; Gagliardi Urrutia, Luis A.G. (20 de noviembre de 2010). A new species of Pristimantis (Anura: Strabomantidae) from the Amazonian lowlands of northern Peru 46 (4). Salamandra. pp. 197-203.